# Kullasjön, Halland
Kullasjön är en sjö i Falkenbergs kommun i Halland och ingår i Ätrans huvudavrinningsområde.